# John Norreys
Sir John Norreys, freqüentment citat com John Norris (1547? – 3 de juliol de 1597), va ser un dels més destacats soldats anglesos de la seva època. Nascut a una família aristocràtica de Berkshire, va ser fill de Henry Norris, 1è Baró Norreys i amic de llarga data de la reina Elisabet I. Va participar de totes les campanyes militars de l'època elisabetiana: en les guerres de religió a França, a Flandes durant la Guerra dels vuitanta anys, d'alliberació holandesa d'Espanya, en la Guerra angloespayola i, per damunt de tot, en la reconquesta Tudor d'Irlanda, on és considerat infame per la massacre de dones i nens en l'illa de Rathlin, el 1575.